# Núi Ena
Núi Ena (恵那山 Ena-san) là một đỉnh núi thuộc dãy núi Kiso tại vùng Chūbu ở Nhật Bản.

## Địa lý
Núi Ena có độ  cao 2.191 m (7.188 ft). Núi tọa lạc tại ranh giới giữa hai huyện Nakatsugawa ở Gifu, và Achi ở Nagano.